# María Victoria García Ochoa
María Victoria García Ochoa (Allo, Navarra, España, 21 de marzo de 1934) es una matrona y practicante española que ejerció su profesión hasta 2007. En 2022, se reconoció su labor profesional como matrona con el estreno del documental La matrona.

## Trayectoria
Nació en Allo (Navarra) y se formó profesionalmente como practicante y matrona. 
Procedía de una familia con recursos limitados. En su familia había tradición de mujeres que asistían en los partos. Impulsada por su entorno y por su aptitud en el aprendizaje escolar cursó tanto el bachillerato como los estudios universitarios de practicante y de matrona.
El segundo año de carrera y las prácticas las llevó a cabo en la Maternidad Provincial de Zaragoza.
Al finalizar sus estudios universitarios en la década de los 50, obtuvo su primer destino en el medio rural, concretamente en Monreal del Campo (Teruel), municipio que contaba con alrededor de 3000 habitantes en aquel momento.  Asistió los partos de las mujeres en esta localidad entre la década de los 50 y la de los 80, y donde popularmente se la conocía como "la comadrona".
Hasta la llegada de García Ochoa, las mujeres eran asistidas en los alumbramientos por las parteras, mujeres que tenían experiencia pero que no contaban con titulación reglada, por lo que disponer de matrona titulada en el pueblo era excepcional. 
"La comadrona" asistió tanto a las mujeres de la localidad como a aquellas que vivían en espacios rurales más dispersos.
En los años 70 se generalizaron los partos en los hospitales, prohibiéndose atender partos en casa. El último parto que atendió fue en 1984. Fue entonces cuando ganó la oposición a practicante y ejerció hasta 2007, jubilándose a la edad de 70 años. 
Elisabeth López Orduna, periodista investigadora de la historia de la maternidad en el siglo XX, estrenó el documental La matrona el 3 de septiembre de 2022. La obra es de naturaleza biográfica y visibiliza la labor profesional de María Victoria García Ochoa. El documental recoge testimonios de la protagonista, una de sus hijas y varias mujeres de Monreal del Campo.
En 2022, el Colegio Oficial de Enfermería de Teruel, le rindió un homenaje, organizado por el Grupo 8M y la Comisión de Violencia de la institución colegial, con motivo de la conmemoración del Día Internacional de la Eliminación de la Violencia contra las Mujeres.
En 2024, la Agrupación Parlamentaria de Izquierda Unida de Aragón-Grupo Mixto, registró  una Proposición No de Ley para que el nuevo hospital de Teruel fuese denominado con el nombre de María Victoria García Ochoa. Sería así el primer hospital de Aragón en estar asociado al nombre de una mujer del mundo de la medicina.  En 2025, tan sólo el Centro de Salud Amparo Poch (doctora, escritora, feminista y libertaria) ubicado en Zaragoza lleva el nombre de una mujer del gremio, no existiendo ningún otro centro sanitario con estas características en todo nuestro país.